# Wilhelm Otto Liebmann
Wilhelm Otto Liebmann (* 11. November 1806 in Leipzig; † 18. Januar 1871 in Berlin) war ein deutscher Jurist, Politiker und Mitglied der Frankfurter Nationalversammlung.

## Leben
Wilhelm Otto wurde als Sohn des Leipziger Universitätsaktuars Carl Friedrich Liebmann und dessen Frau Erdmuthe Eleonore Jud geboren.
Er studierte von 1825 bis 1830 Philosophie und Staatswissenschaften an der Universität Leipzig und Rechtswissenschaften an der Universität Berlin. In Berlin schloss er sich 1828 der Alten Berliner Burschenschaft an.
Ab 1837 war er als Kammergerichtsassessor in Berlin, ab 1837 bis 1845 als Land- und Stadtgerichtsassessor tätig. Letzteren Beruf übte er zuerst in Löwenberg (Schlesien) aus, ab 1842 dann in Merseburg. In Perleberg war er von 1845 bis 1846 Dirigent  des Stadtgerichts, von 1846 bis 1849 Stadtrichter.
Im Frankfurter Paulskirchenparlament war er 1848/49 Abgeordneter für den Wahlkreis 7, Brandenburg (Perleberg). Er schloss sich der Fraktion Württemberger Hof an und gehörte dem Durchführungsausschuß an. Seit 1848 war er außerdem Mitglied des Allgemeinen Deutschen Vereins zum Schutz der Vaterländischen Arbeit.
Von 1849 bis zu seinem Tod war er Stadtgerichtsrat in Berlin.
Aus seiner Ehe mit Bertha Rosalie Wach (1817–1848), der Tochter des Merseburger Arztes Friedrich Wach, stammt der Sohn Otto Liebmann.

## Werke
- Verteidigung der Geschworenengerichte, 1844